# هبل، کوئینزلند
هبل (به انگلیسی: Hebel) یک شهرک در استرالیا است که در کوئینزلند واقع شده‌است.